# Dodecahema
Dodecahema é um género botânico pertencente à família Polygonaceae.